# Prima Divisione Lazio 1951-1952
La Prima Divisione fu il massimo campionato regionale di calcio disputato nel Lazio nella stagione 1951-1952.
Avendo deciso la FIGC col Lodo Barassi una radicale riforma dei campionati minori per la stagione successiva, questa edizione si differenziò dalle precedenti in quanto non mise in palio posti per il campionato interregionale, ma fu finalizzata a qualificare le società partecipanti: le migliori avrebbero avuto accesso al nuovo Campionato Regionale (detto di Promozione), mentre le altre squadre non ammesse sarebbero rimaste iscritte al declassato campionato di Prima Divisione.
Per quanto riguarda il Lazio, nel quale si provvedette a cominciare ad allargare la categoria con un girone supplementare, fu garantito l'accesso al nuovo campionato regionale alle prime cinque di ogni raggruppamento, come anche ad alcune delle migliori seste a seconda del numero di retrocesse locali dalla Promozione della Lega Interregionale Centro.

## Girone A
| Squadra                    | Città (provincia)     | Stagione precedente |
| -------------------------- | --------------------- | ------------------- |
| A.S. Astrea                | Roma                  |                     |
| S.S. Bainsizza             | Roma                  |                     |
| S.S. Braccianese           | Bracciano (Roma)      |                     |
| A.S. Civitacastellana      | Civitacastellana (VT) |                     |
| F.B.C. Ennio Mancini       | Civitavecchia (Roma)  |                     |
| G.S. Fiumicino             | Fiumicino (Roma)      |                     |
| A.S. Gianni Sport Italia   | Roma                  |                     |
| C.R.A.L. Az.Agr. Maccarese | Maccarese (Roma)      |                     |
| A.S. Ostiense              | Roma                  |                     |
| S.S. Poligrafico           | Roma                  |                     |
| S.P. Tarquinia             | Tarquinia (VT)        |                     |
| S.S. Torpignattara         | Roma                  |                     |
| A.S. Tuscania              | Tuscania (VT)         |                     |
| U.S. Viterbese             | Viterbo               |                     |

### Classifica finale
|  | Pos. | Squadra                  | Pt | G  | V  | N  | P  | GF | GS | DR  |
|  | ---- | ------------------------ | -- | -- | -- | -- | -- | -- | -- | --- |
|  | 1.   | Astrea                   | 39 | 26 | 17 | 5  | 4  | 62 | 32 | +30 |
|  | 2.   | Tarquinia                | 36 | 26 | 14 | 8  | 4  | 58 | 32 | +26 |
|  | 3.   | Poligrafico Roma         | 34 | 26 | 14 | 6  | 6  | 68 | 35 | +33 |
|  | 4.   | Ostiense                 | 33 | 26 | 15 | 3  | 8  | 60 | 37 | +23 |
|  | 5.   | Torpignattara            | 32 | 26 | 13 | 6  | 7  | 47 | 31 | +16 |
|  | 6.   | Viterbese                | 29 | 26 | 11 | 7  | 8  | 49 | 36 | +13 |
|  | 7.   | Braccianese              | 28 | 26 | 11 | 6  | 9  | 40 | 37 | +3  |
|  | 7.   | Ennio Mancini            | 28 | 26 | 9  | 10 | 7  | 40 | 40 | 0   |
|  | 9.   | Bainsizza                | 26 | 26 | 10 | 6  | 10 | 57 | 50 | +7  |
|  | 10.  | Maccarese                | 25 | 26 | 8  | 9  | 9  | 46 | 39 | +7  |
|  | 11.  | Civita Castellana        | 24 | 26 | 10 | 4  | 12 | 46 | 50 | -4  |
|  | 12.  | Tuscania (-2)            | 15 | 26 | 7  | 3  | 16 | 25 | 73 | -48 |
|  | 13.  | Fiumicino (-1)           | 5  | 26 | 2  | 2  | 22 | 22 | 90 | -68 |
|  | 14.  | Gianni Sport Italia (-1) | 4  | 26 | 1  | 3  | 22 | 15 | 57 | -42 |

Legenda:
      Ammesso alle finali per il titolo regionale.
  Ammesso alla nuova Promozione Regionale.
  Non iscritto la stagione successiva.
Regolamento:
Due punti a vittoria, uno a pareggio, zero a sconfitta.
Pari merito in caso di pari punti.
Note:
Fiumicino e Gianni Sport Italia hanno scontato 1 punto di penalizzazione in classifica per una rinuncia.
Tuscania ha scontato 2 punti di penalizzazione in classifica per due rinunce.
Verdetti
- Le squadre dal 1º al 6º posto vengono ammesse alla nuova Promozione Regionale.
- L'Astrea va alle finali per il titolo regionale, la Viterbese alle qualificazioni per la salvezza.

## Girone B
| Squadra                 | Città (provincia)          | Stagione precedente |
| ----------------------- | -------------------------- | ------------------- |
| S.S. Cynthia            | Genzano di Roma (Roma)     |                     |
| A.S. Guidonia           | Guidonia Montecelio (Roma) |                     |
| S.S. Ludovisi           | Roma                       |                     |
| Pol. Murialdalbano      | Albano Laziale (Roma)      |                     |
| Pirelli Tivoli          | Tivoli (Roma)              |                     |
| S.S. Rieti              | Rieti                      |                     |
| S.S. Romana Elettricità | Roma                       |                     |
| G.S. S.T.E.F.E.R.       | Roma                       |                     |
| A.S. SPES Pirelli       | Roma                       |                     |
| Subiaco                 | Subiaco (Roma)             |                     |
| Pol. Trionfalminerva    | Roma                       |                     |
| S.S. Veliterna          | Velletri (Roma)            |                     |
| S.S. Vivace             | Grottaferrata (Roma)       |                     |
| U.S. Zagaro             | Zagarolo (Roma)            |                     |

### Classifica finale
|  | Pos. | Squadra            | Pt       | G  | V  | N | P  | GF | GS | DR  |
|  | ---- | ------------------ | -------- | -- | -- | - | -- | -- | -- | --- |
|  | 1.   | STEFER Roma        | 36       | 24 | 16 | 4 | 4  | 56 | 21 | +35 |
|  | 2.   | Romana Elettricità | 34       | 24 | 15 | 4 | 5  | 45 | 27 | +18 |
|  | 3.   | Trionfalminerva    | 33       | 24 | 14 | 5 | 5  | 51 | 28 | +23 |
|  | 3.   | SPES Pirelli       | 33       | 24 | 14 | 5 | 5  | 46 | 27 | +19 |
|  | 5.   | Vivace             | 32       | 24 | 15 | 2 | 7  | 48 | 29 | +19 |
|  | 6.   | Murialdalbano      | 30       | 24 | 14 | 2 | 8  | 53 | 33 | +20 |
|  | 6.   | Viterbese          | 30       | 24 | 14 | 2 | 8  | 53 | 33 | +20 |
|  | 7.   | Rieti              | 25       | 24 | 10 | 5 | 9  | 33 | 27 | +6  |
|  | 8.   | Veliterna          | 24       | 24 | 8  | 8 | 8  | 31 | 21 | +10 |
|  | 9.   | Cynthia            | 23       | 24 | 9  | 5 | 10 | 38 | 41 | -3  |
|  | 10.  | Subiaco            | 18       | 24 | 8  | 2 | 14 | 30 | 47 | -17 |
|  | 11.  | Pirelli Tivoli     | 14       | 24 | 4  | 6 | 14 | 22 | 38 | -16 |
|  | 12.  | Guidonia           | 4        | 24 | 1  | 2 | 21 | 26 | 77 | -51 |
|  | 13.  | Ludovisi (-3)      | 3        | 24 | 1  | 4 | 19 | 20 | 83 | -63 |
|  | 14.  | Zagarolo           | Ritirato |    |    |   |    |    |    |     |

Legenda:
      Ammesso alle finali per il titolo regionale.
  Ammesso alla nuova Promozione Regionale.
  Non iscritto la stagione successiva.
Regolamento:
Due punti a vittoria, uno a pareggio, zero a sconfitta.
Pari merito in caso di pari punti.
Note:
Ludovisi ha scontato 3 punti di penalizzazione in classifica per tre rinunce.
Ludovisi fusasi a fine stagione col Montesacro.

## Girone C
| Squadra                                  | Città (provincia) | Stagione precedente |
| ---------------------------------------- | ----------------- | ------------------- |
| S.S. A.L.M.A.S.                          | Roma              |                     |
| G.C. A.T.A.C.                            | Roma              |                     |
| A.S. Anzio                               | Anzio (Roma)      |                     |
| S.S. Aprilia                             | Aprilia (LT)      |                     |
| S.p.a. Ing. F.Fiorentini e C. Sez.Calcio | Roma              |                     |
| U.S. Fondana                             | Fondi (LT)        |                     |
| S.G.S. Fortitudo                         | Roma              |                     |
| Pol. Gaeta                               | Gaeta (LT)        |                     |
| G.S. Montesacro                          | Roma              |                     |
| Minturno                                 | Minturno (LT)     |                     |
| A.S. Nettuno                             | Nettuno (Roma)    |                     |
| Novo Trastevere                          | Roma              |                     |
| A.S. Nuova Aurelia                       | Roma              |                     |
| A.S. Ostia Mare                          | Roma-Ostia        |                     |

### Classifica finale
|  | Pos. | Squadra            | Pt | G  | V  | N | P  | GF | GS | DR  |
|  | ---- | ------------------ | -- | -- | -- | - | -- | -- | -- | --- |
|  | 1.   | F. Fiorentini e C. | 47 | 26 | 23 | 1 | 2  | 70 | 24 | +46 |
|  | 2.   | ATAC               | 45 | 26 | 21 | 3 | 2  | 79 | 9  | +70 |
|  | 3.   | ALMAS              | 36 | 26 | 15 | 6 | 5  | 53 | 22 | +31 |
|  | 4.   | Fondana            | 34 | 26 | 14 | 6 | 6  | 51 | 30 | +21 |
|  | 5.   | Gaeta              | 30 | 26 | 12 | 6 | 8  | 49 | 31 | +18 |
|  | 6.   | Nettuno            | 29 | 26 | 11 | 7 | 8  | 32 | 24 | +8  |
|  | 7.   | Ostia Mare         | 27 | 26 | 10 | 7 | 9  | 40 | 42 | -2  |
|  | 8.   | Fortitudo          | 23 | 26 | 9  | 5 | 12 | 31 | 37 | -6  |
|  | 8.   | Anzio              | 23 | 26 | 9  | 5 | 12 | 41 | 51 | -10 |
|  | 10.  | Nuova Aurelia      | 20 | 26 | 9  | 2 | 15 | 33 | 55 | -22 |
|  | 11.  | Montesacro         | 19 | 26 | 5  | 9 | 12 | 28 | 49 | -21 |
|  | 12.  | Novo Trastevere    | 13 | 26 | 5  | 3 | 18 | 20 | 53 | -33 |
|  | 13.  | Aprilia            | 10 | 26 | 3  | 4 | 19 | 23 | 65 | -42 |
|  | 14.  | Minturno (-3)      | 3  | 26 | 3  | 0 | 23 | 15 | 68 | -53 |

Legenda:

      Ammesso alle finali per il titolo regionale.
  Ammesso alla nuova Promozione Regionale.
Regolamento:
Due punti a vittoria, uno a pareggio, zero a sconfitta.
Pari merito in caso di pari punti.
Note:
Minturno ha scontato 3 punti di penalizzazione in classifica per tre rinunce.

## Girone D
| Squadra                     | Città (provincia)   | Stagione precedente |
| --------------------------- | ------------------- | ------------------- |
| S.S. Annunziata             | Ceccano (FR)        |                     |
| A.S. Cos. Met.              | Roma                |                     |
| S.S. Cassino                | Cassino (FR)        |                     |
| Enalsport Alatri            | Alatri (FR)         |                     |
| G.S. Aziendale F.A.T.M.E.   | Roma                |                     |
| S.S. Fiuggi                 | Fiuggi (FR)         |                     |
| U.S. Isola Liri             | Isola del Liri (FR) |                     |
| U.C. Italia Nova Centocelle | Roma                |                     |
| U.S. Laurentino             | Roma-Laurentino     |                     |
| A.S. Pontecorvo             | Pontecorvo (FR)     |                     |
| S.S. Robur                  | Roma                |                     |
| S.S. Romana Gas             | Roma                |                     |
| S.S. Saturnia               | Atina (FR)          |                     |
| A.S. Valmontone             | Valmontone (Roma)   |                     |

### Classifica finale
|  | Pos. | Squadra                | Pt       | G  | V  | N | P  | GF  | GS | DR  |
|  | ---- | ---------------------- | -------- | -- | -- | - | -- | --- | -- | --- |
|  | 1.   | Annunziata Ceccano     | 47       | 24 | 23 | 1 | 0  | 112 | 18 | +94 |
|  | 2.   | Romana Gas             | 34       | 24 | 15 | 4 | 5  | 59  | 34 | +25 |
|  | 3.   | FATME                  | 31       | 24 | 12 | 7 | 5  | 50  | 32 | +18 |
|  | 4.   | Italia Nova Centocelle | 30       | 24 | 13 | 4 | 7  | 36  | 27 | +9  |
|  | 5.   | Cos. Met.              | 27       | 24 | 11 | 5 | 8  | 44  | 33 | +11 |
|  | 6.   | Valmontone             | 24       | 24 | 9  | 6 | 9  | 41  | 38 | +3  |
|  | 7.   | Pontecorvo             | 22       | 24 | 8  | 6 | 10 | 35  | 37 | -2  |
|  | 7.   | Robur Roma             | 22       | 24 | 8  | 6 | 10 | 38  | 44 | -6  |
|  | 9.   | Enalsport Alatri       | 21       | 24 | 7  | 7 | 10 | 37  | 64 | -27 |
|  | 10.  | Fiuggi                 | 19       | 24 | 7  | 5 | 12 | 28  | 41 | -13 |
|  | 11.  | Saturnia               | 13       | 24 | 5  | 3 | 16 | 33  | 72 | -39 |
|  | 12.  | Cassino                | 12       | 24 | 4  | 4 | 16 | 30  | 63 | -33 |
|  | 13.  | Isola Liri             | 10       | 24 | 3  | 4 | 17 | 18  | 58 | -40 |
|  | 14.  | Laurentino Roma        | Ritirato |    |    |   |    |     |    |     |

Legenda:
      Ammesso alle finali per il titolo regionale.
  Ammesso alla nuova Promozione Regionale.
  Non iscritto la stagione successiva.
Regolamento:
Due punti a vittoria, uno a pareggio, zero a sconfitta.
Pari merito in caso di pari punti.
Note:
Ludovisi ha scontato 3 punti di penalizzazione in classifica per tre rinunce.

## Finali

### Titolo regionale
|              | Risultati |              | Luogo e data            |
| ------------ | --------- | ------------ | ----------------------- |
| Astrea       | 2-2       | Fiorentini   | Roma, 11 maggio 1952    |
|              |           |              |                         |
| S.T.E.F.E.R. | 1-0       | Astrea       | Roma, 18 maggio 1952    |
| Fiorentini   | 0-1       | Annunziata   | Roma, 18 maggio 1952    |
|              |           |              |                         |
| Annunziata   | 3-1       | Astrea       | Ceccano, 22 maggio 1952 |
| S.T.E.F.E.R. | 0-2       | Fiorentini   | Roma, 22 maggio 1952    |
|              |           |              |                         |
| Annunziata   | 3-3       | S.T.E.F.E.R. | Ceccano, 25 maggio 1952 |
|              |           |              |                         |
| Fiorentini   | 2-0       | Astrea       | Roma, 8 giugno 1952     |
|              |           |              |                         |
| S.T.E.F.E.R. | 0-1       | Annunziata   | Roma, 8 giugno 1952     |
|              |           |              |                         |
| Annunziata   | 5-0       | Fiorentini   | Ceccano, 12 giugno 1952 |
| S.T.E.F.E.R. | 2-0       | Astrea       | Roma, 12 giugno 1952    |
|              |           |              |                         |
| Fiorentini   | 5-5       | S.T.E.F.E.R. | Roma, 22 giugno 1952    |
| Astrea       | 3-1       | Annunziata   | Roma, 22 giugno 1952    |
|              |           |              |                         |

### Classifica finale
|  | Pos. | Squadra              | Pt | G | V | N | P | GF | GS | DR |
|  | ---- | -------------------- | -- | - | - | - | - | -- | -- | -- |
|  | 1.   | Annunziata Ceccano   | 9  | 6 | 4 | 1 | 1 | 11 | 6  | +5 |
|  | 2.   | STEFER Roma          | 6  | 6 | 2 | 2 | 2 | 11 | 11 | 0  |
|  | 2.   | Ing. Fiorentini e C. | 6  | 6 | 2 | 2 | 2 | 11 | 13 | -2 |
|  | 4.   | Astrea               | 3  | 6 | 1 | 1 | 4 | 6  | 11 | -5 |

Legenda:
      Campione laziale di Prima Divisione 1951-1952.
Regolamento:
Due punti a vittoria, uno a pareggio, zero a sconfitta.
Pari merito in caso di pari punti.
Note:

### Qualificazioni

#### Risultati
- 18 maggio 1952: Nettuno-Valmontone 0-0
- 18 maggio 1952: Viterbo-Murialdalbano 1-0
- 22 maggio 1952: Viterbo-Valmontone 1-0
- 22 maggio 1952: Murialdalbano-Nettuno 3-0
- 8 giugno 1952: Viterbo-Nettuno 3-3
- 8 giugno 1952: Murialdalbano-Valmontone 2-0

#### Classifica finale
|  | Pos. | Squadra       | Pt | G | V | N | P | GF | GS | DR |
|  | ---- | ------------- | -- | - | - | - | - | -- | -- | -- |
|  | 1.   | Viterbese     | 5  | 3 | 2 | 1 | 0 | 5  | 3  | +2 |
|  | 2.   | Murialdalbano | 4  | 3 | 2 | 0 | 1 | 5  | 1  | +4 |
|  | 3.   | Nettuno       | 2  | 3 | 0 | 2 | 1 | 3  | 6  | -3 |
|  | 4.   | Valmontone    | 1  | 3 | 0 | 1 | 2 | 0  | 3  | -3 |

Legenda:
      Ammesso in Promozione 1951-1952.
 Successivamente Ammesso in Promozione.
Regolamento:
Due punti a vittoria, uno a pareggio, zero a sconfitta.
Pari merito in caso di pari punti.
Note:

### Verdetti finali
L'esito delle qualificazioni dovette confrontarsi da regolamento con gli esiti del sovrastante campionato di Promozione, dal quale alla fine retrocessero 9 club laziali. Tuttavia, le chiusure delle squadre del Poligrafico, della Romana Gas e dell'Aziendale F.A.T.M.E., non solo concessero anche al Valmontone di accedere alla Promozione, ma permisero alla Lega Regionale Laziale di deliberare fra le settime classificate il ripescaggio del Rieti e del Pontecorvo in quanto società rappresentative del territorio.